# Mary Green
Josephine Mary Green (* 10. November 1943 in Derby als Josephine Mary Tagg; † 7. April 2022) war eine britische Sprinterin.

## Leben
Mary Green wurde als Mary Tagg in Derby geboren. Später zog sie als Kind mit ihren Eltern nach East Ruston in der Grafschaft Norfolk. 1946 kam ihr Bruder Mike zur Welt und die beiden besuchten die Thorpe Grammar School in Thorpe St Andrew. Sie traten beide dem Great Yarmouth Athletics Club bei, wo sie zunächst von Tom Parke trainiert wurden. 
Bei den Olympischen Spielen 1968 in Mexiko waren die Geschwister Teil der britischen Olympiamannschaft. Mary schied als Fünfte ihres Halbfinallaufs über 400 m aus. Ihr Bruder belegte den 13. Platz im Rennen über 10.000 m. Ihre Eltern nahmen bei einer Bank einen Kredit auf um ihre Kinder, ohne deren Wissen, in Mexiko bei den Spielen zu besuchen.
Im August 1965 heiratete Mary ihren zukünftigen Ehemann Andy Green. Das Paar hatte zwei Söhne (David und Michael) und lebte fortan in Southend-on-Sea, wo sie als Sportlehrerin an der Southend High School for Girls tätig war. 
2020 starb ihr Ehemann an einem Herzinfarkt und am 7. April 2022  starb Mary Green im Alter von 78 Jahren.